# 11495 Fukunaga
11495 Fukunaga eller 1988 XR är en asteroid i huvudbältet som upptäcktes den 3 december 1988 av de båda japanska astronomerna Kazuro Watanabe och Kin Endate vid Kitami-observatoriet. Den är uppkallad efter amatörastronomen Yasutoshi Fukunaga.
Asteroiden har en diameter på ungefär 3 kilometer.